# Екимов, Василий Григорьевич
Василий Григорьевич Екимов (1924—1985) — сержант Советской Армии, участник Великой Отечественной войны, Герой Советского Союза (1945).

## Биография
Василий Екимов родился 1 января 1924 года в посёлке Шпальный (ныне в составе Перми). Учился в пермской школе № 35. С 1940 г. работал учеником токаря, слесарем на заводе им. Дзержинского. В сентябре 1942 года добровольцем ушел в армию. Учился на танкиста в Тюмени. С мая 1944 года — на фронтах Великой Отечественной войны, был механиком-водителем танка 3-й танковой бригады 23-го танкового корпуса 2-го Украинского фронта. Отличился во время освобождения Румынии.
11 сентября 1944 года во время боя за город Меркуря-Чук Екимов уничтожил несколько десятков солдат и офицеров противника, три противотанковых орудия, четыре пулемёта. В бою Екимов был ранен, но продолжал сражаться.
Указом Президиума Верховного Совета СССР от 24 марта 1945 года сержант Василий Екимов был удостоен высокого звания Героя Советского Союза с вручением ордена Ленина и медали «Золотая Звезда».
В 1947 году Екимов был демобилизован. Проживал и работал на заводе дорожного машиностроения в городе Коростень Житомирской области Украины.
Был также награждён орденом Отечественной войны 1-й степени и рядом медалей.
Ушёл из жизни 1 октября 1985 года.